# Post Mortem (groupe)
Pour les articles homonymes, voir Post mortem.
Post Mortem est un groupe américain de thrash metal, originaire de la banlieue de Boston, dans le Massachusetts. Le groupe a également été l'un des pionniers du sous-genre underground du death metal,,.

## Histoire
Le groupe est formé en 1982. Le premier album de Post Mortem, Coroner's Office, sort en 1986. Coroner's Office continue de trouver de nouveaux auditeurs et est désormais reconnu pour son style inhabituel et son flirt avec le jazz et le punk. L'album s'est avéré très influent, car il a apporté une expérimentation musicale commune dans le métal parmi des groupes comme Cephalic Carnage et The Dillinger Escape Plan.
Le groupe est composé de John McCarthy (chant), John Alexander (guitare), Mark Kelley (basse), et Rick « Ricky Magic » McIver (batterie). Contrairement à la croyance populaire, Post Mortem n'a pas été nommé d'après la chanson de Slayer, sortie en 1986.
Seth Putnam, chanteur d'Anal Cunt, a failli rejoindre Post Mortem à plusieurs reprises, mais ne l'a fait qu'en 1990, après la première et brève séparation d'Anal Cunt. Putnam a joué plusieurs concerts avec le groupe et a enregistré une chanson avec eux ; il existe également des cassettes live et des cassettes de répétition avec lui au chant. Ils font une tournée en janvier 1991 qui devait se faire avec le groupe yougoslave Patareni mais ils n'ont pas pu quitter leur pays. Ils font encore quelques concerts locaux et préparent un nouvel album jusqu'à ce que Putnam quitte le groupe en 1992 Après la mort de leur précédent frontman John McCarthy, Putnam a donné une interview et a été interrogé à son sujet. Il a déclaré ce qui suit : « [McCarthy] recevait un chèque du SSI et se soûlait avec de la Listerine et des trucs comme ça. Mais j'ai été surpris par sa mort. Le plus étrange, c'est qu'il était grand-père à l'âge de 40 ans. Même lorsqu'il a eu son premier enfant, j'ai trouvé cela étrange. Il était l'un de mes meilleurs amis de tous les temps. Je pourrais dire du mal de lui, mais je ne le ferai pas car les bons moments l'emportent sur les mauvais. En 2008, on a joué un concert en Californie avec Anal Blast et The Meat Shits. Les gens pariaient sur le fait que je mourrais en premier ou que Don Decker d'Anal Blast mourrait un an plus tard. Don est mort un an plus tard. » Putnam a également chanté sur la chanson Oh So Evil sur l'album Message from the Dead de Post Mortem

## Postérité
De nombreux groupes de heavy metal ont reconnu s'inspirer de Post Mortem, comme c'est le cas de Cianide, Grief (qui a repris l'intégralité de l'album Coroner's Office), Disharmonic Orchestra (qui a repris (It's Just) A Thought) et Anal Cunt (qui a repris 1066 de Post Mortem).

## Discographie
- 1984 : Punk After Death (démo)
- 1985 : Death to the Masses (démo)
- 1986 : The Dead Shall Rise (démo)
- 1986 : Coroner’s Office (album, New Renaissance Records)
- 1986 : Turkey on Your Nose… (démo)
- 1987 : The Missing Link (EP, New Renaissance Records)
- 1990 : Seasoned NoSalt Makes My Beef Stew Taste Like My Beef Stew (single, Wicked Sick Records)
- 1990 : Ring Around the Rectum (single, Taboo Records)
- 1991 : Festival of Fun (album, Shit Kicka Records)
- 1991 : Rehearsal 1991 (démo)
- 1993 : Destined for Failure (album, Red Light Records)
- 2007 : Deterioration of the Flesh (compilation)
- 2009 : A Message from the Dead (album, Taboo Records)